# 習志野市立谷津南小学校
習志野市立谷津南小学校（ならしのしりつ やつみなみしょうがっこう）は、千葉県習志野市谷津にある公立小学校。

## 沿革
- 1986年4月 - 習志野市立向山小学校から習志野市立谷津南小学校として分離創設

## 交通
- 京成本線谷津駅下車徒歩10分